# Argizaiola

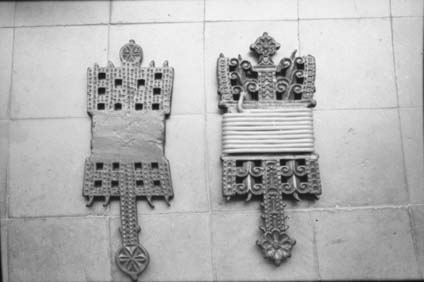
Argizaiolas

La argizaiola (euskera), también conocida en castellano como Cerillero de Difuntos, es una talla de madera, habitualmente con aspecto antropomorfo, que incluye una vela  enrollada. Habitualmente labrada sobre madera de haya o roble tiene talladas diferentes representaciones y figuras. Es un instrumento de culto tradicional, utilizado en algunos municipios rurales de la provincia de Guipúzcoa en el País Vasco, norte de España. De entre todos ellos destaca Amézqueta.
Se utiliza especialmente en el día de Todos los Santos y 2 de noviembre, día de los Fieles Difuntos. La vela permanece encendida durante toda la eucaristía y sus propietarios giran la pieza de madera para mantener viva la llama.
La función simbólica de la argizaiola sería la de trasmitir el fuego del hogar, se trata de un objeto doméstico vinculado al hogar familiar, a los difuntos en la iglesia y en la ceremonia de recuerdo a los mismos más importante del culto católico.
El Museo San Telmo de San Sebastián dispone de una colección de más de 50 Argizaiolas, algunas de las cuales datan de finales XVI. 
En 1964 el etnógrafo Luis Pedro Peña Santiago escribió una monografía sobre este soporte de madera, con forma de tabla vinculado a ritos funerarios. Se titula La Argizaiola vasca. Creencias, ritos y costumbres relacionadas con la misma y fue editada por Icharopena en Zarauz.